# ساندرا زاهلافوفا
ساندرا زاهلافوفا (بالتشيكية: Sandra Záhlavová)‏ مواليد 10 أكتوبر 1985 في بلزن، تشيكوسلوفاكيا، هي لاعبة كرة مضرب تشيكية تلعب باليد اليمنى. أعلى تصنيف لها كان 78. بينما في الزوجي وصلت إلى المركز 165.

## روابط خارجية
- ساندرا زاهلافوفا على موقع رابطة محترفات التنس (الإنجليزية)
- ساندرا زاهلافوفا على موقع الاتحاد الدولي لكرة المضرب (الإنجليزية)
- ساندرا زاهلافوفا على موقع خلاصة التنس.كوم (الإنجليزية)